# Concilio de Arlés
La ciudad de Arlés (antiguo Arelate), situada en el sur de la Galia Romana (actual Francia) acogió varios concilios o sínodos conocidos como Concilium Arelatense en la historia de la Iglesia cristiana. Estos concilios no se consideran representativos de la totalidad de la cristiandad, por lo que no se citan como Concilios Ecuménicos oficiales.

## Concilio de 314
El primer concilio de Arlés de 314 condenó formalmente la herejía del donatismo. Comenzó como una solicitud por parte de los donatistas a Constantino el Grande para que revocara la decisión del Concilio del 313 de Letrán dirigido por el papa Melquíades. Este es el primer registro de una petición formal realizada por una facción cristiana al poder secular y concluyó de forma adversa para los donatistas, que acabaron convertidos en enemigos de las autoridades romanas. El Concilio de Arlés fue el primer concilio convocado por Constantino y fue el predecesor del Primer Concilio de Nicea. Agustín de Hipona lo consideró Ecuménico.
Como resultado, se excomulgó a Donato y veintidós Leyes canónicas relativas a la Pascua, la residencia de los clérigos, la participación en carreras y luchas de gladiadores, bautismo de herejes y otros asuntos disciplinarios. Aquellos clérigos que hubieran entregado Libros sagrados durante las persecuciones serían depuestos, aunque sus actos oficiales seguirían siendo válidos.

## Otros Concilios

### Concilio de 353
Este concilio fue convocado para apoyar el arrianismo. Asistieron, entre otros, dos legados papales, a los que se invitó a rechazar la comunión de manos de Atanasio y que decidieron no condenar a Arrio, lo que no gustó al papa Liberio. 

### Concilios de 1234 y 1263
Fueron convocados para luchar contra el catarismo y contra las doctrinas de Joaquín de Fiore respectivamente.